# Wenderson
Wenderson da Silva Costa Ferreira, noto semplicemente come Wenderson (Rio de Janeiro, 7 giugno 1998), è un calciatore brasiliano, centrocampista del Náutico.

## Caratteristiche tecniche
È un mediano.

## Carriera
Cresciuto nel settore giovanile del Botafogo, ha esordito in prima squadra l'11 giugno 2017 disputando l'incontro di Série A pareggiato 2-2 contro il Coritiba.
Il 4 gennaio 2023 si trasferisce al Guarani, militante nella seconda divisione brasiliana.

## Statistiche
Statistiche aggiornate al 9 dicembre 2019.

### Presenze e reti nei club
| Stagione        | Squadra         | Campionato      | Campionato | Campionato | Coppe nazionali | Coppe nazionali | Coppe nazionali | Coppe continentali | Coppe continentali | Coppe continentali | Altre coppe | Altre coppe | Altre coppe | Totale | Totale | Totale |
| Stagione        | Squadra         | Comp            | Pres       | Reti       | Comp            | Pres            | Reti            | Comp               | Pres               | Reti               | Comp        | Pres        | Reti        | Pres   | Reti   |        |
| --------------- | --------------- | --------------- | ---------- | ---------- | --------------- | --------------- | --------------- | ------------------ | ------------------ | ------------------ | ----------- | ----------- | ----------- | ------ | ------ | ------ |
| 2017            | Botafogo        | A/RJ+A          | 0+2        | 0          | CB              | 0               | 0               |                    | -                  | -                  |             | -           | -           | 2      | 0      |        |
| 2018            | Botafogo        | A/RJ+A          | 0          | 0          | CB              | 0               | 0               |                    | -                  | -                  |             | -           | -           | 0      | 0      |        |
| 2019            | Botafogo        | A/RJ+A          | 5+4        | 0          | CB              | 0               | 0               | CS                 | 0                  | 0                  |             | -           | -           | 9      | 0      |        |
| Totale carriera | Totale carriera | Totale carriera | 11         | 0          |                 | 0               | 0               |                    | 0                  | 0                  |             | -           | -           | 11     | 0      |        |

## Palmarès

### Competizioni statali
- Campionato Carioca: 1

Botafogo: 2018
- Campionato Potiguar: 1

América-RN: 2024